# Wolfisheim
Wolfisheim település Franciaországban, Bas-Rhin megyében. Lakosainak száma 4191 fő (2022. január 1.). Wolfisheim Eckbolsheim, Holtzheim, Oberhausbergen és Oberschaeffolsheim községekkel határos.

## Népesség
A település népessége az elmúlt években az alábbi módon változott:
| Lakosok száma | 3999 | 4122 | 4196 | 4157 | 4174 | 4174 | 4171 | 4165 | 4191 |
|               | 2013 | 2015 | 2016 | 2017 | 2018 | 2019 | 2020 | 2021 | 2022 |